# Styriofelis
Styriofelis — викопний рід ссавців із родини котових. Вважається одним із перших представників власне родини котових. Раніше до цього роду відносили вид S. lorteti, проте згодом його віднесли до роду Miopanthera. Також до цього роду відносили S. vallesiensis, але згодом віднесли до роду Leptofelis. Належить до міоцену Європи.